# Rimono
Rimono ou Rimom (em hebraico: Rimmôn, "romã") era uma cidade a nordeste da fronteira da tribo de Zebulom, cedida aos levitas descendentes de Merari. Se situava ao sul do vale de Bete Netofá, na moderna Rumané, uma vila a 10 quilômetros a norte-nordeste de Nazaré.